# اسکاتلندیارد (فیلم ۱۹۴۱)
اسکاتلندیارد (انگلیسی: Scotland Yard) فیلمی به کارگردانی نورمن فاستر است که در سال ۱۹۴۱ منتشر شد. از بازیگران آن می‌توان به نانسی کلی و ادموند گون اشاره کرد.